# Raoul Roger Ballet
Raoul-Roger Ballet fue un pintor y escultor francés, de la corriente abstracta; nacido el año 1904 en Aix-en-Provence y fallecido el 2004 a los 99 años.

## Vida y obras
Realizó esculturas en madera, en talla directa, abordando temas mitológicos. En la pintura fue seguidor de la abstracción. Entre 1929 y 1932, expuso en París en el Salón de Otoño, en el de la Sociedad nacional de las bellas artes y en el de los Independientes . 
Trabajó pintando frescos en el castillo de Celon del siglo XV, localizado muy cerca de Argenton.
Falleció a los 99 años en 2004.